# Currais do governo
Os currais do governo, oficialmente designados de Campos de Concentração, foram campos de concentração criados pelo Governo Federal brasileiro para as vítimas das secas no Ceará de 1915 e 1932.

## As secas e os governos brasileiros
Os períodos de estiagem com grave carestia (fome generalizada) que fazem parte do clima do Nordeste brasileiro despertaram (e despertam) a atenção dos governantes desde a época do Império de D. Pedro II. E, por sua vez, estes reagiram com planos e projetos nas áreas de engenharia, social e política, tentando assim amenizar as consequências das secas tanto para as populações diretamente afetadas (os flagelados), bem como as classes políticas locais.
Um exemplo na área social foram as ações durante a Grande Seca de 1877–1879. Nesta, o governo do império incentivou a migração de uma grande parte da população do Ceará para a Amazônia e outras regiões. Com esta campanha, os migrantes cearenses agilizaram o primeiro Ciclo da Borracha.
Essa campanha se repete na seca de 1943, desta vez coordenada e centralizada por uma instância federal, o Serviço Especial de Mobilização de Trabalhadores para a Amazônia — SEMTA (ver: Soldados da Borracha), com o apoio financeiro dos Acordos de Washington, e assim agilizou o segundo ciclo da Borracha.
Como exemplo da ações na área de engenharia temos a iniciativa de D. Pedro II, que depois da seca de 1877 envia uma equipe de engenheiros para a região nordestina para estudar as possibilidades de projetos de engenharia com a intenção de amenizar as consequências das secas. Os resultados desses estudos, realizados por engenheiros brasileiros e ingleses, indicaram a construção de barragens ou açudes. Um bom exemplo disto é o projeto da construção do Açude Cedro, uma obra que foi iniciada pelo primeiro governo republicano de Deodoro da Fonseca e finalizada na gestão de Afonso Pena.
A criação do Instituto de Obras Contra as Secas (IOCS), atual Departamento Nacional de Obras Contra a Seca (DNOCS), em 1909 por Nilo Peçanha é uma das respostas governamentais ao fenômeno da seca.
Os Campos de Concentração no Ceará, os "currais do governo", foram reações governamentais executadas nas secas de 1915 e 1932 no estado do Ceará.

## A seca de O Quinze
A seca de 1915 foi o cenário para obras escritas como o livro O Quinze, de Rachel de Queiroz, bem com para a implantação do primeiro campo de concentração no Ceará, no Alagadiço, ao oeste de Fortaleza.
No Alagadiço, estima-se um ajuntamento de 8 mil pessoas, cuidadas com alguma comida e sob a vigília de soldados.
A razão para o uso desta estratégia foi os temores de invasões e saques dos flagelados da seca em Fortaleza — isso já acontecera na seca de 1877, quando sertanejos famintos invadiram a capital cearense, aterrorizando a população urbana.
Esse campo foi desfeito e as vítimas foram dispersadas em 18 de dezembro do mesmo ano.
Durante essa seca, muitos cearenses também migraram para a Amazônia.

## A seca de 1932
Na seca de 1932 o nordeste brasileiro sofria com as consequências da estiagem, mas também vivia um momento histórico próprio dentro da era de Getúlio Vargas; Lampião e seu bando centralizavam as atenções dos políticos; as oligarquias políticas do Nordeste mudavam de nomes: Padre Cícero ainda tinha influência política e milagrosa para os sertanejos e a irmandade do Caldeirão de Santa Cruz do Deserto atraia centenas de flagelados para os arredores de Crato, no Ceará.
O trem do sertão parte para Fortaleza com a primeira grande leva de sertanejos em 6 de abril de 1932, trajeto marcado por desigualdade e miséria. Em 11 de abril o Governo do Ceará proíbe que os sertanejos circulem e peçam esmola pelas ruas de Fortaleza, e pede à classe média e às instituições de caridade que remetam as doações à polícia, que supostamente se encarregaria da distribuição. Em 14 de abril, o Governo reestabelece por decreto o Comissariado da Alimentação Pública, encerrado em 1918, e cria o Departamento das Secas.
Com o temor da intensa invasão de flagelados para Fortaleza — e para outras grandes cidades do Ceará — os campos de concentração foram mais uma vez implantados, só que desta vez não somente em Fortaleza, mas também no Crato, Cariús, Ipu, Quixadá, Quixeramobim e Senador Pompeu.
Em 15 de abril chegam em trens especiais em Fortaleza milhares de sertanejos, que foram desembarcados próximo ao bairro Damas, e são reduzidos no Matadouro Modelo, denominado Campo de Concentração do Alagadiço. Em 29 de abril, o Governo envia 1800 sertanejos para a região Norte a bordo dos vapores "Itapé" e "Rodrigues Alves" . Em 13 de maio, nas proximidades do Campo de Concentração do Pirambu, um caminhão superlotado de sertanejos capota, deixando dezenas de feridos. Chegam, em 19 de junho, gêneros alimentícios enviados pelo Governo do Rio Grande do Sul para as vítimas da seca.
Dia 8 de julho, no Palácio da Interventoria, Alfredo Borges faz uma exposição do charque cearense que estava sendo produzido nos latifúndios de Jonas Demétrio, em Santana do Acaraú. 
Em 28 de junho, cerca de 500 sertanejos chegam de trem, com atraso de algumas horas, a Fortaleza.
No decorrer do mês de agosto, os jornais Correio do Ceará e O Nordeste, ambos ligados à Liga Eleitoral Católica (LEC), publicam longas reportagens sobre todas as obras contra as secas que estavam sendo realizadas pelo Governo, que arregimentavam numerosa mão de obra sertaneja, em condições precárias de alimentação e alojamento, e sob constante ameaça de repressão policial.
Estima-se que cerca de 73 000 flagelados foram confinados nesses campos onde as condições eram desumanas, o que resultou em inúmeras mortes. Ainda durante essa seca, flagelados cearenses foram enviados para o combate nas trincheiras da Revolução de 1932 em São Paulo.